# ال لسار دل بارکو
ال لسار دل بارکو دهستانی در استان آبیلای اسپانیا است.
در این دهستان ۱۲۸ نفر زندگی می‌کنند. مساحت این دهستان ۱۹٫۶۹ کیلومتر مربع است.